# Art Farmer

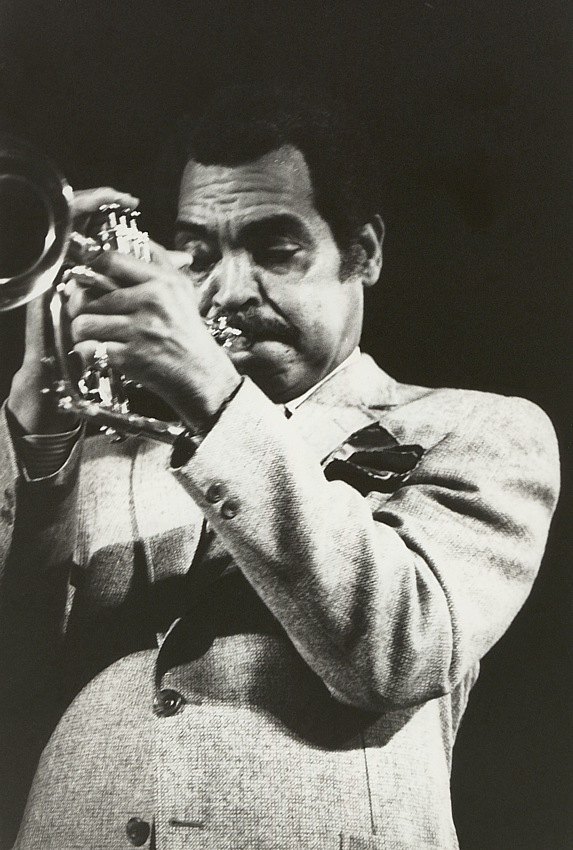
Art Farmer

Arthur Stewart „Art“ Farmer (* 21. August 1928 in Council Bluffs, Iowa; † 4. Oktober 1999 in New York) war ein US-amerikanischer Jazz-Trompeter. Er spielte auch Flügelhorn sowie Flumpet, eine Kombination aus Trompete und Flügelhorn.

## Werdegang

### Frühe Jahre
Art Farmer, dessen 1963 verstorbener Zwillingsbruder Addison ein bekannter Bassist war, wuchs in Phoenix (Arizona) auf und lernte zuerst Violine und Klavier. Trompete und Sousaphon spielte er zunächst nur bei feierlichen Anlässen (Fahnenappellen) und in einer Marschmusikkapelle. Mit 15 Jahren begann er, in einem Tanzorchester Trompete zu spielen. Farmer zog mit seinem Bruder nach Los Angeles, lernte dort die Jazzszene kennen und spielte in der Band von Horace Henderson und Floyd Rays Jump Band. Außerdem ging er mit Johnny Otis auf Tournee.
Mit Otis’ Band kam er 1947 erstmals nach New York und spielte als freischaffender Musiker mit Clifford Brown, Lester Young und anderen, außerdem studierte er in dieser Zeit bei Maurice Grupp. 1948 spielte er in Kansas City in der Band von Jay McShann, kehrte dann nach Los Angeles zurück und spielte in den Bands von Benny Carter, Gerald Wilson, Roy Porter und Dexter Gordon. Im Januar 1952 entstanden erste Aufnahmen mit Wardell Gray für das Prestige Label. Dabei wurde auch Farmers Komposition Farmer's Market aufgenommen.
1953 wurde er Mitglied der Big Band von Lionel Hampton und ging mit dieser 1953 auf Tournee. In diesem Jahr fand auch seine erste Session für Prestige statt; es entstand die 10-Inch-LP Work of Art, mit Arrangements von Quincy Jones, der auch als Pianist mitwirkte.

### Hardbop-Ära
Danach bildete Farmer eine eigene Formation mit dem Saxophonisten Gigi Gryce, die von Ende 1954 bis Mitte des Jahres 1956 bestand (Nica’s Tempo, 1955); später spielte er auch mit Coleman Hawkins, Thelonious Monk, Charles Mingus, Art Blakey/Horace Silvers Jazz Messengers, Quincy Jones (This Is How I Feel About Jazz) und ab 1958 im Quartett von Gerry Mulligan. Mit ihm war er an der Filmmusik zu I Want to Live und The Subterraneans (1958) beteiligt. Zugleich setzte er sich auch mit experimentellen Jazzrichtungen auseinander, etwa mit Teddy Charles, Teo Macero, und George Russell, was ihm den Ruf einbrachte, alles spielen zu können, zu hören auf George Russells The RCA Victor Jazz Workshop. In den 60er Jahren erlangte das 1959 von ihm und dem Saxophonisten Benny Golson mit u. a. Curtis Fuller und McCoy Tyner gegründete Jazztet legendäre Berühmtheit. Nach dessen Auflösung leitete er verschiedene Quartette, wie bis 1964 mit Jim Hall, mit dem er 1963 das Album Live at the Half Note einspielte. Danach arbeitete er mit Steve Swallow, Steve Kuhn und Ron Carter und wechselnden Schlagzeugern.

### Die Jahre in Europa
1966 verbrachte Farmer erstmals ein halbes Jahr in Europa; er erkannte die steigende Bedeutung des europäischen Jazz. 1966/67 hatte er – wieder in den USA – eine Formation mit Jimmy Heath, tourte dann mehrere Jahre durch Europa und zog schließlich 1968 nach Wien, wo er zunächst mit dem Österreichischen Rundfunkorchester und dem Sextett von Erich Kleinschuster arbeitete. Neben der Jazzmusik spielte er barocke und klassische Trompetenkonzerte, etwa als Solist in Bachs Brandenburgischen Konzerten oder Joseph Haydns Trompetenkonzert. Im selben Zeitraum arbeitete er mit der Kenny Clarke/Francy Boland Big Band und dem Fritz Pauer Trio.
In Wien blieb er zehn Jahre lang und wurde Mitglied der ORF-Big Band, unternahm aber nebenbei diverse USA-Reisen. So trat auf den Newport Jazz Festivals 1973 und 1974 auf und hatte 1976 eine kurzlebige Formation mit Art Pepper, Hampton Hawes, Ray Brown und Shelly Manne (Album On the Road). Außerdem nahm er Platten mit Sidemen wie Yusef Lateef, Jeremy Steig 1976, Joe Henderson/Jim Hall 1978 auf.
Von 1974 bis zu seinem Tode im Jahre 1999 trat er regelmäßig im Wiener Jazzland auf – zuerst oftmals mit verschiedenen einheimischen Formationen und dann viele Jahre mit seinem eigenen europäischen Quintett (Harry Sokal sax, Fritz Pauer p, Heiri Känzig bzw. Paulo Cardoso b und Joris Dudli bzw. Mario Gonzi dm). Mit dieser Formation entstand 1981 das Album Foolish Memories, im Duo mit Pauer 1987 das Album Azure.
In den 1980er Jahren kam es zu einer Wiederbelebung des Jazztets mit Curtis Fuller und Benny Golson, mit denen mehrere Alben entstanden. Außerdem bildete er ein Quintett, in dem lange der Saxophonist Clifford Jordan spielte; mit ihm wurden preisgekrönte Alben wie Blame It On My Youth (1988) aufgenommen. Dabei zeigte sich Art Farmer in seinem Alterswerk als hervorragender Balladen-Interpret.
Unter seinen langjährigen Musikpartnern sind auch Gerry Mulligan, Slide Hampton, Ron Carter, Jim Hall, Jerome Richardson, Wynton Marsalis, Geoff Keezer, Annie Ross und Lewis Nash zu erwähnen. Obgleich er (fälschlicherweise) lange Jahre als Big-Band-Musiker galt, gibt es von Farmer mehr als 50 Schallplatteneinspielungen unter eigenem Namen. 1994 erhielt er das „Goldene Verdienstzeichen des Landes Wien“.

## Sein Stil
Während in der frühen Hardbop-Phase sein eher spitzer, nahezu „krähender“ Ton (Jörgensen/Wiedemann) vorherrschend war, der an verschiedene ältere Trompeter wie Buck Clayton erinnerte, machte er schließlich das Flügelhorn zu seinem Hauptinstrument und vollzog gegen Ende der 1950er Jahre eine Verschiebung zu einer Verbindung des Vokabulars des Bop mit der Poesie und der Schwerelosigkeit großer Melodiker vom Range eines Lester Young. Ihm gehe es um eine „melodische, swingende und lyrische Qualität“, so Art Farmer. „Ich versuche, Stücke so zu spielen, wie ein Sänger sie singen würde, – eine sehr gute Vokalistin wie Billie Holiday“.

## Auszeichnungen
Art Farmer erhielt neben Dave Brubeck und Joe Henderson die Jazz Masters Fellowship für das Jahr 1999. Die mit 25 000 US-Dollar dotierte Anerkennung der staatlichen NEA-Stiftung ist die höchste Auszeichnung für Jazzmusiker in den USA.

## Diskografie (Auswahl)
- 1953: Art Farmer Septett (Prestige) mit Charlie Rouse, Jimmy Cleveland, Quincy Jones p&arr, Horace Silver, Percy Heath, Monk Montgomery, Art Taylor
- 1955: When Farmer Meets Gryce (Prestige/OJC, 1954/55) mit Gigi Gryce, Horace Silver, Percy Heath, Kenny Clarke
- 1955: The Art Farmer Quintet (Prestige/OJC, 1955) mit Gigi Gryce,
- 1956: 2 Trumpets mit Donald Byrd, Barry Harris, Jackie McLean, Doug Watkins, Art Taylor
- 1956: Farmer's Market (Prestige) mit Hank Mobley, Kenny Drew, Addison Farmer, Elvin Jones,
- 1958: Cool Struttin’ (Blue Note, 1958) mit Sonny Clark
- 1958: Modern Art (Blue Note) mit Benny Golson, Bill Evans
- 1958: Portrait of Art Farmer (Contemporary Records) mit Hank Jones, Addison Farmer, Roy Haynes
- 1959: Brass Shout! (United Artists) mit Lee Morgan, Jimmy Cleveland, Curtis Fuller, Julius Watkins, Bobby Timmons, Percy Heath, Philly Joe Jones, Elvin Jones u. a., arrangiert von Benny Golson
- 1959: The Aztec Suite (United Artists) mit Jimmy Cleveland, Zoot Sims, Seldon Powell, Hank Jones, Addison Farmer, Charlie Persip, Chico O’Farrill arr, Al Cohn conductor
- 1960: Meet the Jazztet (Argo) mit Benny Golson, Curtis Fuller, McCoy Tyner, Addison Farmer, Lex Humphries[6]
- 1960: Out of the Past (Chess, 1960/61) mit Tommy Flanagan, Harold Mabern
- 1962: Listen to Art Farmer and the Orchestra (Mercury) mit Clark Terry, Jimmy Cleveland, Phil Woods, Tommy Flanagan, Jim Hall u. a., arranged und conducted by Oliver Nelson
- 1963: Live at the Half Note (Atlantic) mit Jim Hall
- 1964: To Sweden with Love (Atlantic) mit Jim Hall, Steve Swallow & Pete LaRoca
- 1975: To Duke with Love (East Wind – Japan) mit Cedar Walton, Sam Jones, Billy Higgins
- 1981: Manhattan (Soul Note) mit Sahib Shibab, Kenny Drew, Mads Vinding, Ed Thigpen
- 1983: Maiden Voyage (Interface – Japan) mit Ron Carter, Jack DeJohnette und Masahiko Satō with Strings
- 1987: Something to Live For (Contemporary) mit Clifford Jordan, Rufus Reid, Marvin Smitty Smith
- 1988: Blame It on My Youth (Contemporary) mit Clifford Jordan, Rufus Reid, Victor Lewis
- 1989: Ph. D. (Contemporary) mit Clifford Jordan, Rufus Reid, Marvin Smitty Smith, Kenny Burrell
- 1998: Live at Jazzland – Wien (Koch Jazz) mit Harry Sokal, Fritz Pauer, Paulo Cardoso, Mario Gonzi

### Sammlung
- The Complete Argo/Mercury Art Farmer/Benny Golson Jazztet Sessions (1960–1962) – (Mosaic 2004) – 7 CDs mit Curtis Fuller, McCoy Tyner, Addison Farmer, Lex Humphries, Tom McIntosh, Cedar Walton, Tommy Williams b, Tootie Heath, Tommy Flanagan, Freddie Hubbard, Sahib Shihab, Nick Travis, Bill Elton tb, Willie Ruff, Hal McKusick, Sol Schlinger bs, Bernie Glow, John Lewis arr, Harold Mabern, Roy McCurdy, Grachan Moncur III, Herbie Lewis, Rolf Ericson, Ernie Royal, Clark Terry, Snooky Young, Jimmy Cleveland, Urbie Green, Phil Woods, Jim Hall, George Duvivier, Charlie Persip, Ray Barretto, Oliver Nelson arr, Wynton Kelly, Paul Chambers, Jimmy Cobb, Ron Carter, Arthur Taylor dm